# Qiaoban
Qiaoban (kinesiska:  桥板) är en socken i Kina. Den ligger i den autonoma regionen Guangxi, i den södra delen av landet, omkring 270 kilometer nordost om regionhuvudstaden Nanning.
Genomsnittlig årsnederbörd är 2 236 millimeter. Den regnigaste månaden är juni, med i genomsnitt 453 mm nederbörd, och den torraste är februari, med 62 mm nederbörd.